# Industrialização da Suécia
Durante e após a Primeira Guerra Mundial, onde a Suécia conservou uma posição de neutralidade, o país beneficiou com a procura de aço, rolamentos, pasta de papel e fósforos. A prosperidade pós-guerra possibilitou a implementação de políticas de protecção social da Suécia moderna. A política externa na década de 1930 teve como principais preocupações o expansionismo soviético e alemão, que tentaram impedir a cooperação nórdica na área da defesa. Durante a Segunda Guerra Mundial a Suécia manteve-se num estado de neutralidade armada, mesmo com a invasão da Finlândia pela União Soviética e da Noruega pela Alemanha nazista.